# جانی جردان
جانی جردان (انگلیسی: Johnny Jordaan; ۷ فوریهٔ ۱۹۲۴ – ۸ ژانویهٔ ۱۹۸۹) خواننده اهل پادشاهی هلند بود. وی بین سال‌های ۱۹۵۴ تا ۱۹۸۹ میلادی فعالیت می‌کرد.